# HAWK-I
HAWK-I (High Acuity Wide field K-Band Imager, en français "Imageur à grand champ et haute résolution en bande K") est un imageur cryogénique à grand champ installé au foyer Nasmyth A de l'UT4 du Très Grand Télescope, installé à l'observatoire du Cerro Paranal.
Le champ de vue de l'imageur est de 7,5'x7,5'. Il est équipé de 4 capteurs HAWAII 2RG de 2048x2048 pixels. Un pixel correspond à 0,106". L'instrument est équipé de 10 filtres placés sur deux roues à filtres : 4 filtres à bande large (Y, J, H et K) (identiques à ceux de VISTA) et 6 filtres à bande étroite (Brackett Gamma, CH4, H2, 1,061 µm, 1,187 µm et 2,090 µm).